# Кафедра матеріалів реакторобудування та фізичних технологій ХНУ
Кафедра матеріалів реакторобудування та фізичних технологій — одна з чотирьох кафедр фізико-технічного факультету ХНУ ім. В. Н. Каразіна. Кафедра готує студентів за двома спеціалізаціями, «Фізичне матеріалознавство» та «Фізичні технології». У сфері наукових інтересів кафедри знаходяться фізика радіаційних явищ, радіаційне матеріалознавство, пучкові технології, обладнання для створення і використання плазми, композитні матеріали, нанотехнології.
Завідувач кафедрою академік Микола Олексійович Азарєнков.

## Історія
Кафедра матеріалів реакторобудування та фізичних технологій була створена шляхом об'єднання трьох окремих кафедр. Нижче описана історія всіх трьох її складових частин окремо.

### Кафедра матеріалів реакторобудування
Кафедра матеріалів реакторобудування виникла в той самий день, що й фізико-технічний факультет, — 21 листопада 1962 року. Саме тоді було підписано наказ міністра вищої і середньої спеціальної освіти УРСР № 780 «Про створення в Харківському державному університеті ім. А. М. Горького фізико-технічного факультету, нових кафедр і об'єднанні нечисленних кафедр». Цим наказом створювався новий факультет, і до нього входили вже наявні кафедри експериментальної ядерної фізики, теоретичної ядерної фізики, фізики плазми, прискорювачів, і водночас створювалась нова кафедра матеріалів реакторобудування і також відносилась до фізико-технічного факультету.
Ініціатива створення кафедри матеріалів реакторобудування належала академіку АН України Вікторові Євгенійовичу Іванову. Він і став першим завідувачем кафедри, і очолював кафедру з 1962 по 1969 рік. З 1964 по 1980 рік Іванов також був директором ХФТІ.
Учень академіка Іванова, доктор технічних наук, професор Євген Петрович Нечипоренко завідував кафедрою з 1975 по 1996 рік.

### Кафедра фізичних технологій
Передісторія кафедри фізичних технологій починається восени 1979 року, коли при кафедрі фізики плазми була створена Галузева науково-дослідна лабораторія діагностики плазмових технологічних процесів. У 1993 році на основі вже існуючих у складі факультету наукових підрозділів було створено кафедру фізичних технологій під керівництвом Аліма Михайловича Рожкова (1936—1994). З 1995 року кафедрою керував Володимир Іванович Фареник.
Кафедра фізичних технологій спеціалізувалася в фізиці пучків заряджених частинок, устаткуванні для використання плазми й у нанотехнологіях. Спецкурси, що читалися на кафедрі, переважно були орієнтовані на фізику плазми, фізику твердого тіла й наноструктури. 2003 року на кафедрі було засновано науковий журнал «Фізична інженерія поверхні».

### Кафедра електрофізики та радіаційних технологій
Кафедру електрофізики та радіаційних технологій було створено в січні 2009 року. Завідував кафедрою В'ячеслав Федорович Клепіков. Кафедра розміщувалася в приміщеннях Північного корпусу ХНУ та в корпусі Інституту електрофізики та радіаційних технологій НАН України.

### Кафедра матеріалів реакторобудування та фізичних технологій
1 вересня 2012 року три кафедри (матеріалів реакторобудування, фізичних технологій, електрофізики та радіаційних технологій) були об'єднані в кафедру матеріалів реакторобудування та фізичних технологій. Завідувачем кафедри став академік НАН України, професор Микола Олексійович Азарєнков.

## Навчальний процес

### Лабораторії
До складу кафедри входять лабораторії:
- структурно-дифракційного аналізу;
- вакууму та чистих металів;
- захисних покриттів та кераміки;
- мас-спектроскопії та електронної мікроскопії;
- високих температур;
- ядерної гамма-резонансної спектроскопії;
- функціональних та композиційних матеріалів;
- металографії;
- магнетизму;
- проблемна лабораторія іонних процесів (окремий науковий підрозділ).

На базі Інституту фізики твердого тіла, матеріалознавства та технологій ННЦ «ХФТІ» працює філія кафедри.

### Предмети, що викладаються студентам кафедри
- Фізика твердого тіла
- Квантова теорія твердого тіла
- Фізична кристалографія
- Введення в структурну кристалографію
- Фізика міцності і пластичності
- Фізика ядерних реакторів
- Фізика і техніка імплантації
- Фізика елементарних дефектів
- Дифузійні процеси в твердих тілах
- Фізичне матеріалознавство
- Радіаційне матеріалознавство
- Фізичні методи дослідження
- Функціональні матеріали і покриття
- Фізика низькотемпературної плазми
- Діагностика низькотемпературної плазми
- Елементарні процеси в технологічній плазмі
- Плазмодинаміка
- Формування та діагностика наноструктур
- Мікроскопічні методи дослідження наноструктур
- Поверхневі явища в нанорозмірних системах
- Методи дослідження наноструктур
- Вакуумна техніка та технологія
- Фізичні основи високочастотних плазменно-технологічних систем
- Фізичні основи пучкових технологій
- Сучасні фізичні технології
- Плазменно-технологічні системи в схрещених полях
- Введення в фізику твердого тіла
- Наноматеріали
- Модифікація наноструктур на поверхні твердого тіла іонними пучками
- Іонно-плазмове обладнання для мікро- і нанотехнологій

## Завідувачі кафедри
| | |                                                                                             |
| Кафедра фізичних технологій: - Іванов Віктор Євгенійович (1962—1969) - Нечипоренко Євген Петрович (1975—1996) | Кафедра фізичних технологій: - Рожков Алім Михайлович (1993—1995) - Фареник Володимир Іванович (1995—2012) | Кафедра електрофізики та радіаційних технологій: - Клепіков В'ячеслав Федорович (2009—2012) |

Кафедра матеріалів реакторобудування та фізичних технологій:
- Азарєнков Микола Олексійович (з 2012)

## Видатні співробітники

### Академіки
- Азарєнков Микола Олексійович
- Іванов Віктор Євгенійович

### Члени-кореспонденти НАН України
- Воєводін Віктор Миколайович
- Клепіков В'ячеслав Федорович
- Сльозов Віталій Валентинович
- Слюсаренко Юрій Вікторович
- Терешин Володимир Іванович

### ЛауреатиДержавних премій України
- Гаркуша Ігор Євгенійович
- Сльозов Віталій Валентинович
- Терешин Володимир Іванович